# Урожай Олег Миколайович
Оле́г Микола́йович Урожа́й — підполковник Збройних сил України.

## Нагороди
За особисту мужність і героїзм, виявлені у захисті державного суверенітету та територіальної цілісності України, вірність військовій присязі під час російсько-української війни нагороджений
- орденом Богдана Хмельницького III ступеня (08.08.2014)
- орденом «За мужність» III ступеня (27.11.2014).